# Bystus decorator
Bystus decorator is een keversoort uit de familie zwamkevers (Endomychidae). De wetenschappelijke naam van de soort werd in 1993 gepubliceerd door Richard Leschen & Carlton.